# Topspin
Pour les articles homonymes, voir Top Spin (homonymie).

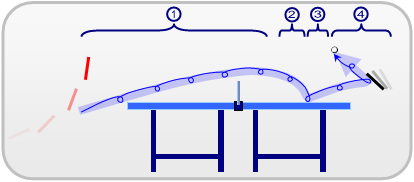
Décomposition des effets topspin:
1: phase ascendante
2: la balle redescend
3: rebond et accélération
4: bloc

Le topspin est un coup de tennis de table. Il consiste à exécuter un coup droit ou un revers en frottant la balle avec une face de la raquette dans un mouvement du bras, avant-bras et poignet de bas en haut. Ainsi, grâce à l'adhérence des plaques des raquettes de tennis de table, le joueur imprime à la balle un effet de rotation vers l'avant. Il aura pour but d'augmenter sensiblement la vitesse de la balle lorsqu'elle touche la table et de rendre difficile le contrôle de la balle à l'adversaire.
Ce coup est très utilisé dans la pratique du tennis de table moderne car il permet d'envoyer à l'adversaire une balle à la fois rapide (pouvant atteindre près de 200 km/h) et avec beaucoup d'effet (l'effet imprimé à la balle pouvant être source de rotations jusqu'à plus de 9 000 tours par minute),.
Il existe deux principaux types de topspin : le topspin « rotation » et le topspin « frappé ». Il existe aussi une variante avec effet latéral : le « sidespin ».

## Le topspin «rotation» (ou «lifté»)
La rotation imprimée à la balle est très grande, la balle n'est pas très rapide, mais sa trajectoire est très courbée, plongeante. Ce type de coup est en principe effectué sur une balle coupée, pour inverser la rotation de la balle. Ce coup est également nommé « démarrage », car il permet de se sortir des balles coupées, et de faire un topspin frappé sur la balle que l'adversaire renvoie. Si l'adversaire ne fait pas attention à l'angle d'inclinaison de sa raquette, la balle peut monter et sortir de la table très facilement.

## Le topspin «frappé»
Son nom pourrait laisser penser qu'il contient moins de rotation que le topspin « rotation », mais c'est faux : il est avant tout beaucoup plus rapide, et contrairement au topspin « rotation » dont le but est de « lancer le jeu », le but du topspin « frappé » est d'accélérer et/ou de conclure le point. Des études effectuées récemment ont montré que la quantité de rotation dans un topspin « frappé » est effectivement plus importante que dans un topspin « rotation ». Ceci est dû à l'extrême accélération que subit la balle lors du contact avec la raquette, le geste pour effectuer un tel topspin étant toujours très rapide.

## Le contre-topspin
Ce coup consiste à effectuer un topspin pour renvoyer la balle sur un topspin de son adversaire (si le joueur en a le temps). Le joueur recouvre la balle avec sa raquette, et se sert de tout l'effet lifté du coup précédent. C'est un coup de contre-attaque. Le joueur d'en-face doit s'être replacé très vite pour enchainer le coup suivant.

## Rebond sur la table après un topspin

Angle d'incidence après le rebond d'un topspin.

L'angle après le rebond est inférieur à l'angle d'incidence.
Si on fait abstraction des conditions extérieures (telles que le vent, l'altitude, la pression et l'humidité de l'air ambiant), la trajectoire de la balle dépend des éléments suivants:
- la vitesse avant le rebond
- l'angle d'incidence de la balle par rapport à la table
- la nature de la surface (plus ou moins adhérente)
- la vitesse et l'angle de rotation par rapport à la trajectoire (cas du side-spin)
- le comportement du matériau dont est fait la balle (différence entre balles ordinaires et balles trois étoiles)